# Граншан (Арденны)
Гранша́н (фр. Grandchamp) — коммуна во Франции, находится в регионе Шампань — Арденны. Департамент коммуны — Арденны. Входит в состав кантона Новьон-Порсьен. Округ коммуны — Ретель.
Код INSEE коммуны — 08196.
Коммуна расположена приблизительно в 175 км к северо-востоку от Парижа, в 80 км севернее Шалон-ан-Шампани, в 27 км к юго-западу от Шарлевиль-Мезьера.

## Население
Население коммуны на 2008 год составляло 107 человек.
| 1962 | 1968 | 1975 | 1982 | 1990 | 1999 | 2008 |
| ---- | ---- | ---- | ---- | ---- | ---- | ---- |
| 94   | 110  | 104  | 104  | 104  | 86   | 107  |

## Администрация
| Период | Период | Фамилия       | Партия | Должность |
| ------ | ------ | ------------- | ------ | --------- |
| 2001   | 2008   | Жан Де        |        |           |
| 2008   |        | Бернар Портье |        |           |

## Экономика
В 2007 году среди 63 человек в трудоспособном возрасте (15—64 лет) 39 были экономически активными, 24 — неактивными (показатель активности — 61,9 %, в 1999 году было 73,1 %). Из 39 активных работали 37 человек (19 мужчин и 18 женщин), безработных было 2 (1 мужчина и 1 женщина). Среди 24 неактивных 7 человек были учениками или студентами, 7 — пенсионерами, 10 были неактивными по другим причинам.

## Фотогалерея

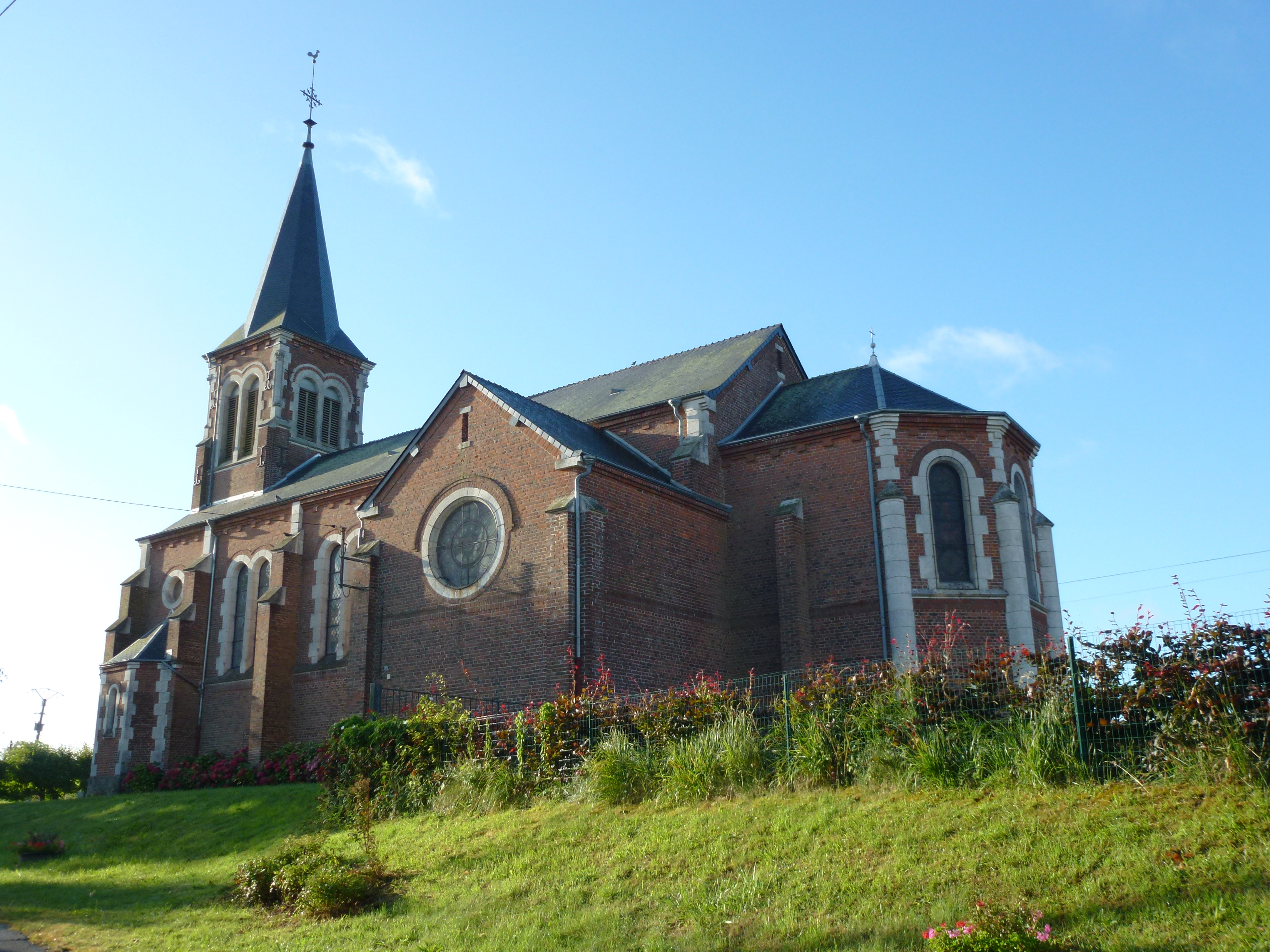
Церковь Св. Фомы
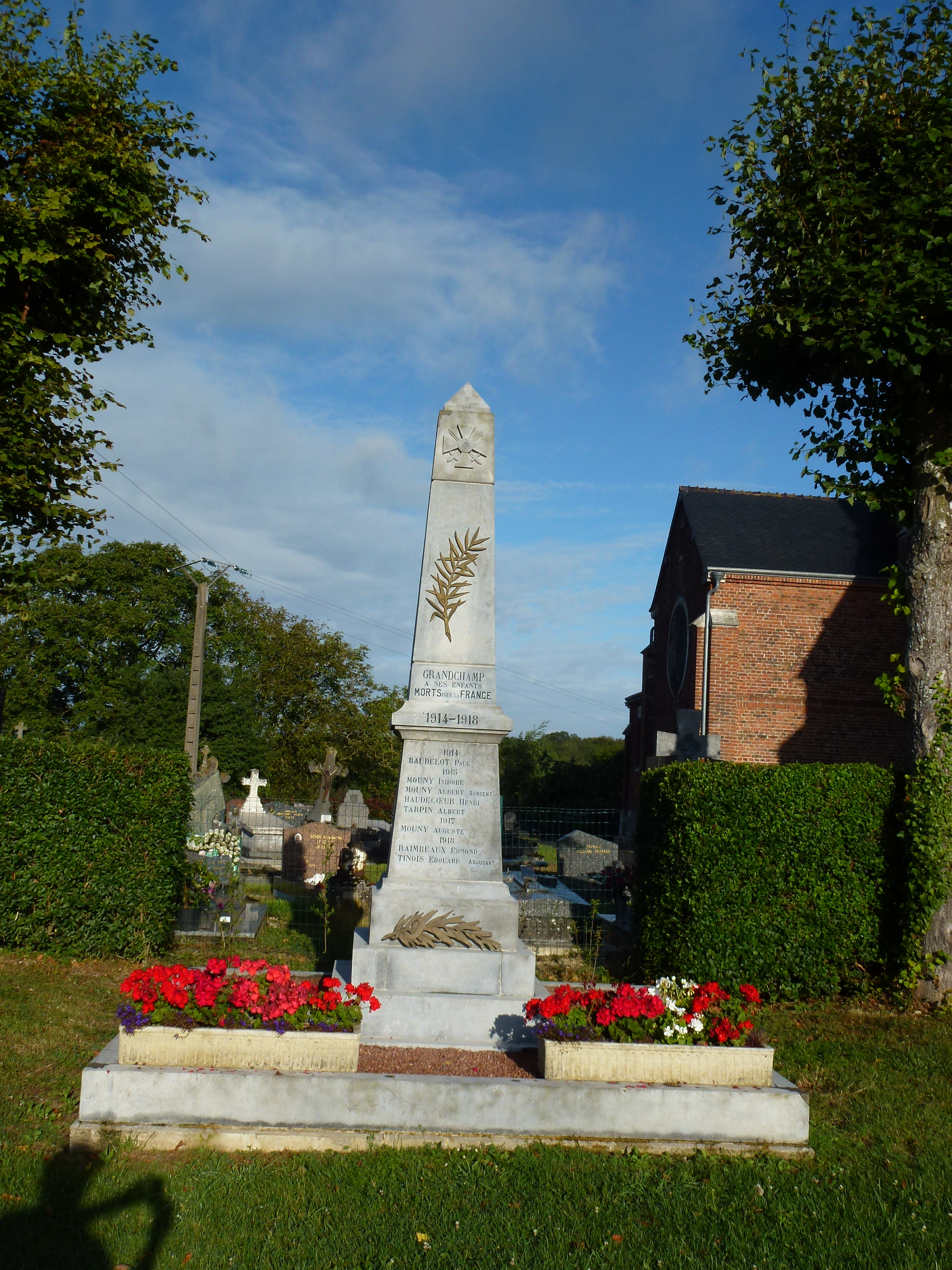
Памятник погибшим в Первой мировой войне
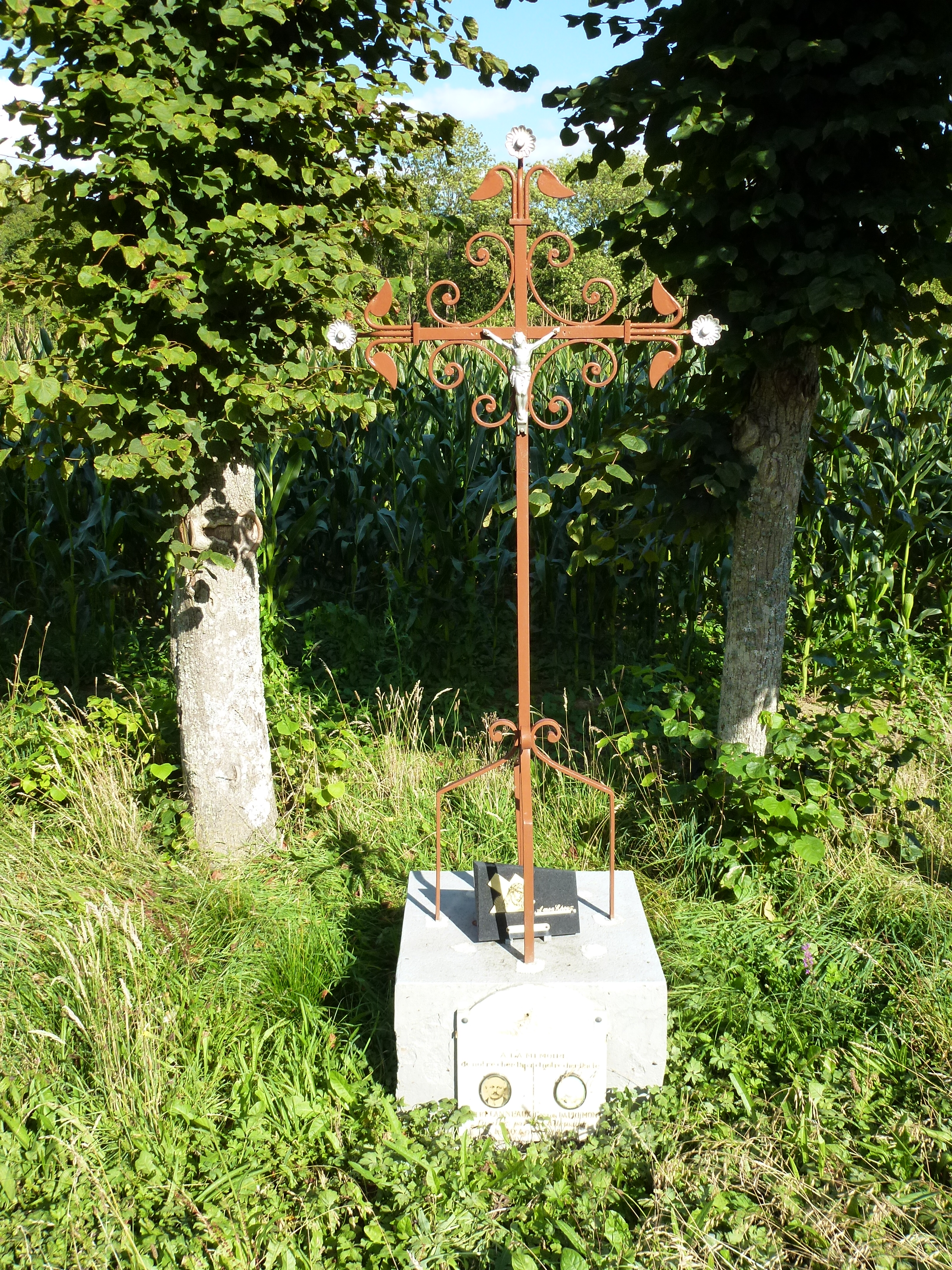
Придорожный крест
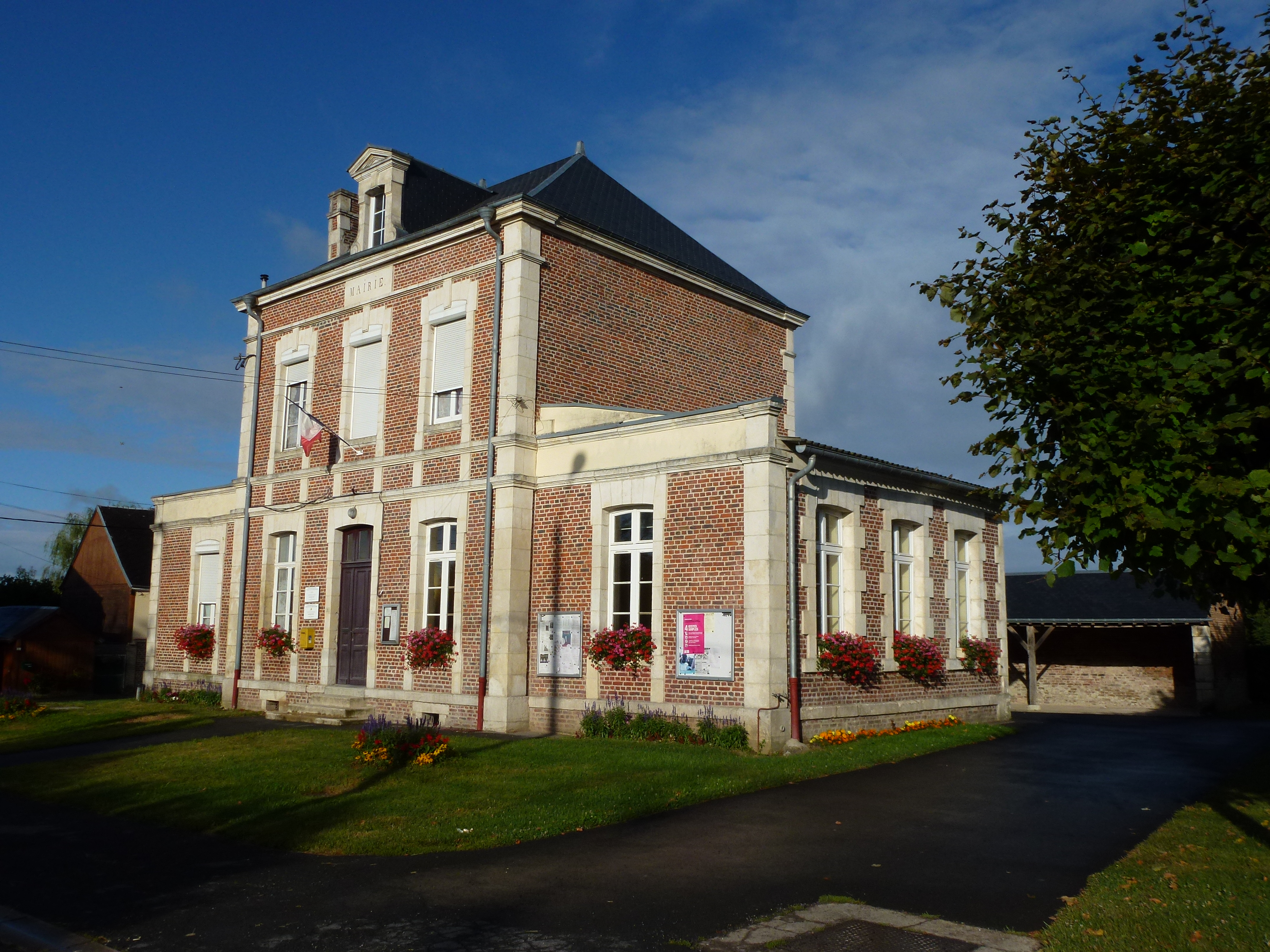
Мэрия-школа